# Aplastodiscus cavicola
Aplastodiscus cavicola é uma espécie de anfíbio da família Hylidae. Endêmica do Brasil, pode ser encontrada na Serra da Boa Vista e na Serra da Mantiqueira nos estados de Minas Gerais e Espírito Santo.